# Рейвен, Дэвид
Дэ́вид Гайдн Ре́йвен (англ. David Haydn Raven; род. 10 марта 1985, Уэст-Кирби, Мерсисайд) — английский футболист, защитник; тренер.

## Карьера
Дэвид Рейвен начинал свою карьеру в Академии «Транмир Роверс», однако позднее присоединился к «Ливерпулю», за который он болел с детства. Его дебют в составе «красных» состоялся в декабре 2004 года в матче Кубка лиги против «Тоттенхэма» на «Уайт Харт Лейн» (вместе с ним в составе «Ливерпуля» дебютировал и Марк Смит). В той игре Дэвид был признан лучшим игроком.
В январе следующего года он сыграл против «Бернли» в рамках розыгрыша Кубка Англии. «Ливерпуль» в той встрече уступил из-за гола Джими Траоре, забитого в свои ворота. Рейвен также принял участие в матче Премьер-лиги против «Саутгемптона».
В следующем сезоне Дэвид был капитаном резервной команды «Ливерпуля», а после закрытия зимнего трансферного окна отправился в аренду в «Транмир Роверс». Летом 2006 года Дэвид Рейвен в качестве свободного агента перешёл в «Карлайл Юнайтед», однако уже в своём дебютном матче получил серьёзную травму и был заменён.

## Статистика
По состоянию на 3 мая 2008
| Клуб                    | Сезон   | Лига         | Лига         | Кубок Англии | Кубок Англии | Кубок лиги | Кубок лиги | Европа | Европа | Другие | Другие | Всего | Всего |
| Клуб                    | Сезон   | Игры         | Голы         | Игры         | Голы         | Игры       | Голы       | Игры   | Голы   | Игры   | Голы   | Игры  | Голы  |
| ----------------------- | ------- | ------------ | ------------ | ------------ | ------------ | ---------- | ---------- | ------ | ------ | ------ | ------ | ----- | ----- |
| Карлайл Юнайтед         | 2007/08 | 43           | 0            | 2            | 0            | 2          | 0          | 0      | 0      | 2      | 0      | 49    | 0     |
| Карлайл Юнайтед         | 2006/07 | 36           | 0            | 1            | 0            | 0          | 0          | 0      | 0      | 0      | 0      | 37    | 0     |
| Транмир Роверс (аренда) | 2005/06 | 11           | 0            | 0            | 0            | 0          | 0          | 0      | 0      | 0      | 0      | 11    | 0     |
| Клуб                    | Сезон   | Премьер-лига | Премьер-лига | Кубок Англии | Кубок Англии | Кубок лиги | Кубок лиги | Европа | Европа | Другие | Другие | Всего | Всего |
| Клуб                    | Сезон   | Игры         | Голы         | Игры         | Голы         | Игры       | Голы       | Игры   | Голы   | Игры   | Голы   | Игры  | Голы  |
| Ливерпуль               | 2005/06 | 0            | 0            | 0            | 0            | 1          | 0          | 0      | 0      | 0      | 0      | 1     | 0     |
| Ливерпуль               | 2004/05 | 1            | 0            | 1            | 0            | 1          | 0          | 0      | 0      | 0      | 0      | 3     | 0     |
| Всего                   |         | 91           | 0            | 4            | 0            | 4          | 0          | 0      | 0      | 2      | 0      | 101   | 0     |